# روكرت
فريدريخ روكرت (بالألمانية: Friedrich Rückert)‏ ( 1788 - 1866 م ) هو شاعر ومستشرق ألماني ، ترجم الكثير من الأدبين العربي والفارسي نظماً.
ترجم مقامات الحريري تحت عنوان «أطوار أبي زيد» Die Verwandlungen des Abu Seid ، وقد ظهرت في مجلدين (اشتوتجرت، 1826 م). كما ترجمة سور وآيات مختارة من القرآن ، نشره أ. ملّر (فرنكفورت، 1888 م).